# الإضراب الإيطالي العام 1922
كان الإضراب العام الإيطالي في أكتوبر 1922 إضرابًا عامًا ضد استيلاء بينيتو موسوليني على السلطة مع مسيرة روما. لقد قاده الاشتراكيون وانتهى بهزيمة العمال. أشار موسوليني إليه بأنه «معركة كابوريتو الاشتراكية الإيطالية».
وصف رودولف روكر، وهو أناركو نقابي نَشِطَ في تلك الفترة، الحدث في كتابه: «عندما اندلع الإضراب العام في عام 1922 ضد الفاشية، قامت الحكومة الديمقراطية بتسليح الحشود الفاشية وهذه المحاولة خنقت المحاولة الأخيرة للدفاع عن الحرية والحق. لكن الديمقراطية الإيطالية حفرت قبرها. اعتقدت أنه يمكن استخدام موسوليني كأداة ضد العمال، لكنه أصبح حفار القبور الخاص بها».